# DVD+RW
El DVD+RW, en inglés DVD+ReWritable, o DVD+Regrabable, es un tipo de disco óptico regrabable con capacidad de almacenamiento equivalente a un DVD+R, de típicamente 4,7 gigabytes (GB), interpretado como ≈ 4,7 × 109, realmente 2295104 sectores de 2048 bytes cada uno.
El formato fue desarrollado por una alianza de empresas, conocida como la DVD+RW Alliance, a finales de 1997, aunque el estándar fue abandonado hasta 2001, cuando fue profundamente revisado y la capacidad creció de 2,8 GB a 4,7 GB. El reconocimiento por desarrollar el estándar es a menudo atribuido unilateralmente a Philips, uno de los miembros de la Alianza DVD+RW. Aunque DVD+RW no ha sido aún aprobado por el DVD Forum, el formato es demasiado popular para que sea ignorado por los fabricantes, y por eso, los discos DVD+RW se pueden reproducir en 3 de cada 4 reproductores de DVD.

## Proceso de copia
Este formato de DVD graba los datos en el recubrimiento de cambio de fase de un surco espiral ondulado inscrito, ya de fábrica, en el sustrato inferior del disco virgen.
El surco del DVD+RW ondula a mayor frecuencia que el DVD-RW, y permite mantener constante la velocidad de rotación del disco o la velocidad lineal a medida que el tramo leído pasa por la cabeza lectora. La mayor ventaja respecto al DVD-RW es la rapidez a la hora de grabarlos, ya que se evitan los 2 a 4 minutos de formateo previo, y el cierre de disco posterior que puede llegar a tardar más de 30 minutos.
Además es compatible con la tecnología lossless linking que permite parar la grabación en cualquier momento, manteniendo la compatibilidad con DVD-Video.
Otra ventaja de esta tecnología es la posibilidad que da el sistema Mount Rainier, para usar el disco como un disquete de 4,3 GB. Para ello se necesita un controlador de dispositivo en la computadora.